# Oyalı, Besni
Oyalı là một xã thuộc huyện Besni, tỉnh Adıyaman, Thổ Nhĩ Kỳ.